# بوكيمون كافيه ميكس
بوكيمون كافيه ميكس (بالإنجليزية: Pokémon Café Mix)‏ هي لعبة فيديو يابانية طورتها جينيوس سونوريتي ونشرتها شركة نينتندو، صدرت اللعبة بتاريخ 23 يونيو 2020، وتعمل لمنصات نينتندو سويتش وآي أو إس وأندرويد.